# Triplophysa gerzeensis
Triplophysa gerzeensis är en fiskart som beskrevs av Cao och Zhu, 1988. Triplophysa gerzeensis ingår i släktet Triplophysa och familjen grönlingsfiskar. Inga underarter finns listade i Catalogue of Life.